# Marie-Sarah Raffalovich
Marie-Sarah Raffalovich, dite aussi Marie Raffalovich, née 24 septembre 1833 à Odessa (Russie) et morte le 27 décembre 1921 dans le 16e arrondissement de Paris, est une journaliste russe, traductrice et confidente du médecin Claude Bernard (1813-1878), fondateur de la médecine expérimentale.

## Biographie
Née le 24 septembre 1833 à Odessa, morte le 27 décembre 1921 à Paris,, Marie-Sarah Raffalovich est la fille aînée du banquier Léon (Lev Anisimovic) Raffalovich  et Rosette Lowensohn (1807-1895). En 1861, la famille quitte Odessa pour s'installer en Europe de l'Ouest, alternativement en France et Italie. Les raisons de cet exil ne sont pas clairement déterminées entre d'une part le déclin économique de la région ou les pressions antisémites pour se convertir à la religion chrétienne. Épouse du philologue Domenico Comparetti (1835—1927), sa sœur Elena Raffalovich (it) (Odessa 1842 – Florence 1918) s'installe en Italie, où elle se consacre à l'émancipation des femmes, créant notamment des jardins d'enfants et une école d’institutrices.
Marie-Sarah Raffalovich est l'épouse du banquier Hermann Raffalovich (1835-1893). Elle est correspondante bénévole pour un journal de Saint-Pétersbourg et possédait également un salon, où se retrouvaient intellectuels et politiques. 
Marie publie des articles passionnés dans Le Temps pour s'indigner de la montée de l'antisémitisme en Russie dans les années 1870. Elle est mère de quatre enfants dont l'économiste et diplomate russe Arthur Raffalovich et Olga Raffalovich. Elle ne s'oppose aucunement à la conversion au catholicisme de ses enfants Sophie Raffalovich (en) et Marc André Raffalovich
Elle correspond activement avec une centaine de personnes dont des personnalités politiques de premier plan comme Jean Jaurès, Jules Ferry, Alexandre Millerand, Paul Doumer, Edgar Quinet, le philosophe Henri Bergson, l'historien Ernest Lavisse, le scientifique Marcellin Berthelot ou encore l'écrivain Hector Malot.
À une époque où l'instruction est limitée pour les femmes, elle fréquente les cours de physiologie de Claude Bernard au Collège de France. Elle se lie d'amitié avec lui et devient son assistante et sa traductrice pour ses travaux scientifiques. 
Polyglotte maîtrisant le russe, le yiddish, l'allemand, le français et l'italien, elle lui traduit des articles et ouvrages scientifiques allemands et russes, et permet, avec l'aide de sa famille,  la diffusion des travaux de Claude Bernard en russe, allemand, italien et anglais. Elle entretient avec lui une très abondante et très régulière correspondance.

Bien que très respectée par Claude Bernard, la valeur de sa collaboration scientifique reste méconnue. 
Redécouverte au XXIe siècle, le lycée Claude Bernard de Villefranche-sur-Saône (Rhône) nomme en sa mémoire une de ses salles en 2022.